# 内海
内海（ないかい）とは、陸地と陸地との間に挟まれ、狭い海峡によって外洋と繋がっている海域。

## 概要
周囲の陸地の形態により呼び方が変わり、袋状に陸地へ入り込んだ水域を「湾」、大陸と島または半島に囲まれた水域を「縁海」、大陸に囲まれた水域を「地中海」と呼ぶ。断層、盆地の沈降などによって形成される。
日本の瀬戸内海は英語でInland Sea（普通名詞の「内海」は小文字でinland sea）と呼ばれ、内海として知られる。
人文的な観点で見ると内海は人々の往来の妨げとはならず、両岸の交流は外海よりも盛んである。
世界一大きな湖であるカスピ海は、塩湖でありその大きさ故に名前に「海」と付いてはいるが、海峡によって海と繋がってはいないため海洋法に関する国際連合条約における海洋とは認められていない。しかし同湖底に石油資源が発見されて後、カスピ海が湖だとすると沿岸国の利権は平等となってしまうため、沿岸に領土を広く持つカザフスタンとアゼルバイジャンはカスピ海を内海であると主張している。